# Emmanouíl Pappás
Pour les articles homonymes, voir Pappas.
Emmanouíl Pappás, en grec moderne : Εμμανουήλ Παππάς (1772-1821), est un membre éminent de la société secrète grecque Filikí Etería et un leader de la guerre d'indépendance grecque en Macédoine .

## Biographie
Emmanouíl Pappás est né à Douvísta, dans le district régional de Serrès, un village qui porte désormais son nom. Fils de prêtre, Pappás  excelle dans le commerce et la banque, non seulement en Macédoine, mais aussi en Europe, établissant des comptoirs à Istanbul, Vienne et Budapest, malgré l'éducation limitée qu'il a reçue.
Étant l'un des membres fondateurs de la Filikí Etería, après le début de la guerre, il consacre sa fortune à l'organisation et au financement de troupes de guérilla. En mars 1821, il tente de coordonner ses actions en Macédoine orientale avec Anastásios Karatásos (en), qui a lancé la révolution à l'ouest, afin de l'étendre à toute la région, mais leurs actions ne sont pas bien synchronisées et ont peu de succès.

## Révolution en Macédoine
Au printemps 1821, à la tête de 4 000 combattants macédoniens, il débarque dans la Chalcidique, au mont Athos, où, le 23 mai, il déclenche la révolution, après que tous les dirigeants se soient réunis dans le monastère de Koutloumousiou. Rapidement, la révolte s'étend à Polýgyros, Arnéa, Ormýlia, Sithonie, et à la région de Kalamariá.
Emmanouíl Pappás est alors nommé chef et défenseur de la Macédoine. Il divise sa force en deux parties, la première sous sa direction, se dirige vers Apollonía afin d'intercepter les forces ottomanes venant de Constantinople et la seconde sous la direction de Stamátios Kápsas (en), à travers Arnaía et le mont Cholomon, atteint Sedes près de Thessalonique. Après quelques réalisations impressionnantes au début, où il réussit à libérer la majeure partie de la péninsule et même à menacer Thessalonique, son manque de communication avec Karatassos et la proximité de la Chalcidique avec Thessalonique, où des troupes ottomanes massives étaient stationnées, ont permis aux Ottomans d'avancer contre lui avec des forces importantes.
Dans un premier temps, Kapsas, n'ayant pas assez de forces pour avancer, se retire à Vasiliká, près du monastère de Saint Anastasia, où il est débordé et envahit par des forces ottomanes supérieures. Kapsas choisit de ne pas partir mais de se battre et, avec 68 hommes, il livre un combat désespéré dont aucun ne survit.
Pappas est alors contraint de se retirer à Pallene et de se retrancher dans les ruines de l'ancienne Potidée, où le 30 octobre il est attaqué par un corps de 14 000 hommes, dirigé personnellement par Mehmed Emin Pasha, Wali de Thessalonique. Malgré ses efforts, la ville est prise et brûlée, ainsi que de nombreux villages, cependant Pappás, en novembre avec de nombreux habitants, réussit à naviguer vers Hydra, mais pendant son voyage il meurt d'une crise cardiaque. Sa défaite, ainsi que la répression de la révolution de Karatassos à Náoussa en avril 1822, marquent la fin de la guerre d'indépendance grecque en Grèce du Nord. Il est considéré comme l'un des membres les plus importants de la révolution grecque, étant proclamé héros de la nation grecque, lors de la première Assemblée nationale d'Épidaure.